# Niederkorn

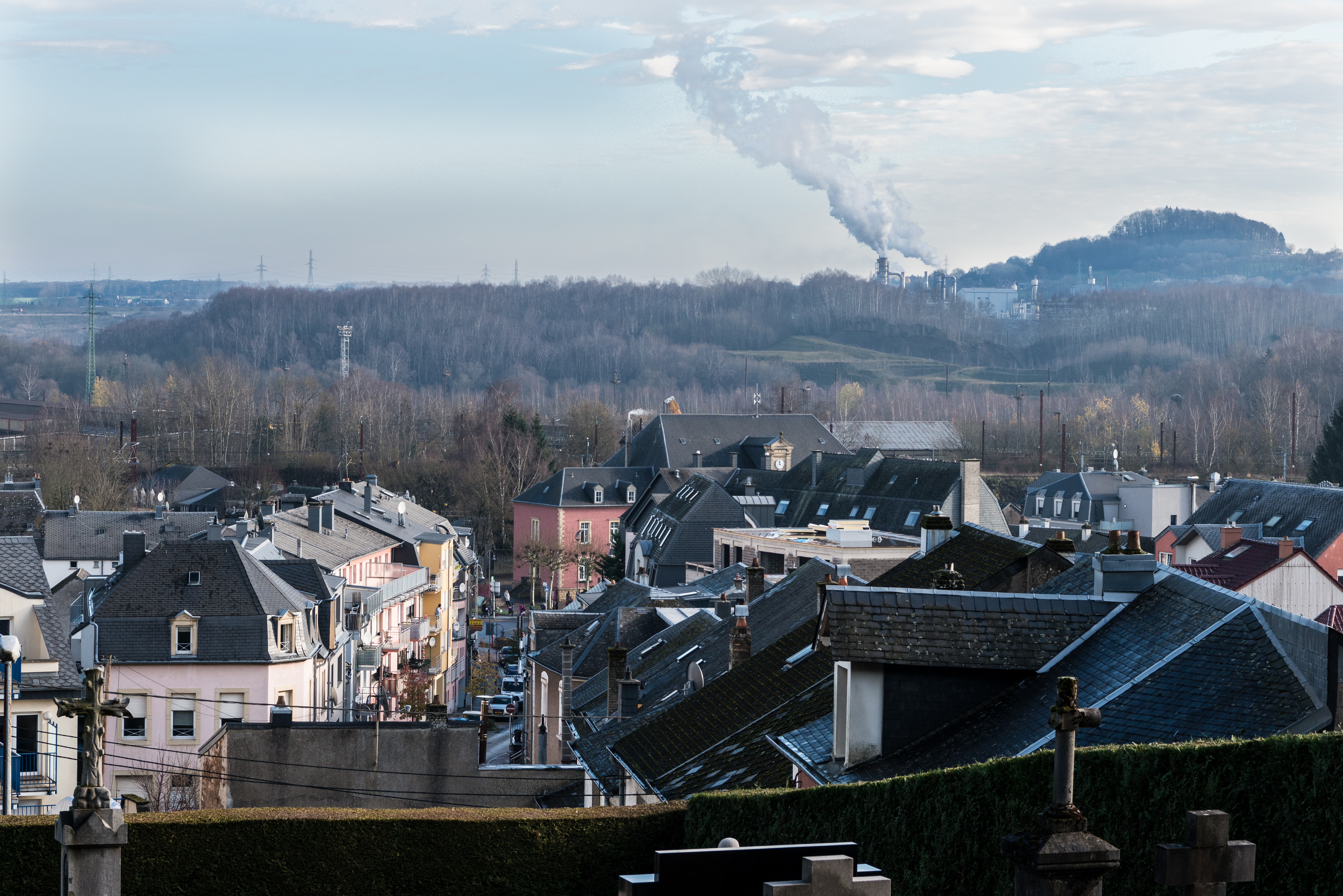
Niederkorn, Dezember 2015

Niederkorn (luxemburgisch Nidderkuerⓘ) ist eine Ortschaft der Gemeinde Differdingen im Kanton Esch an der Alzette in Luxemburg.
Stand März 2020 hatte der Ort 7272 Einwohner. Nachbargemeinden sind Sassenheim, Petingen und Käerjeng. Der Ort hat seinen Namen vom Fluss Korn. In der Nähe liegt der Giele Botter, vormals ein Tagebaugebiet und heute ein Biotop.
Der Fußballverein des Ortes, der FC Progrès Niederkorn, ist mehrfacher Luxemburgischer Meister und Pokalsieger.
Aus dem Ort stammen der Fußballer Victor Nurenberg, der Autor Paul Katow, die Schachspielerin Fiona Steil-Antoni, der Basketballer Thomas Grün sowie die Handballerin Tina Welter. Im Ort lebte auch der stadtbekannte Clochard Pierre Adolphe Schockmell, genannt Dolles (* 19. Februar 1896; † 12. Dezember 1970 in Niederkorn), dem am 24. September 2012 in Niederkorn ein Denkmal gesetzt wurde.
Im Jahr 1906 hatte die Kirche ein Orgelgehäuse im gotischen Stil aus der Werkstätte der Gebrüder Moroder erhalten.

## Persönlichkeiten
- Paul Feierstein (1903–1963), Fußball-Nationalspieler und Nationaltrainer
- Marcelle Lentz-Cornette (1927–2008), Chemikerin, Pädagogin und Politikerin
- Victor Nurenberg (1930–2010), Fußballspieler
- Thomas Grün (* 1995), Basketball-Nationalspieler
- Kevin D'Anzico (* 2000), Fußballspieler